# Diana Rasimovičiūtė

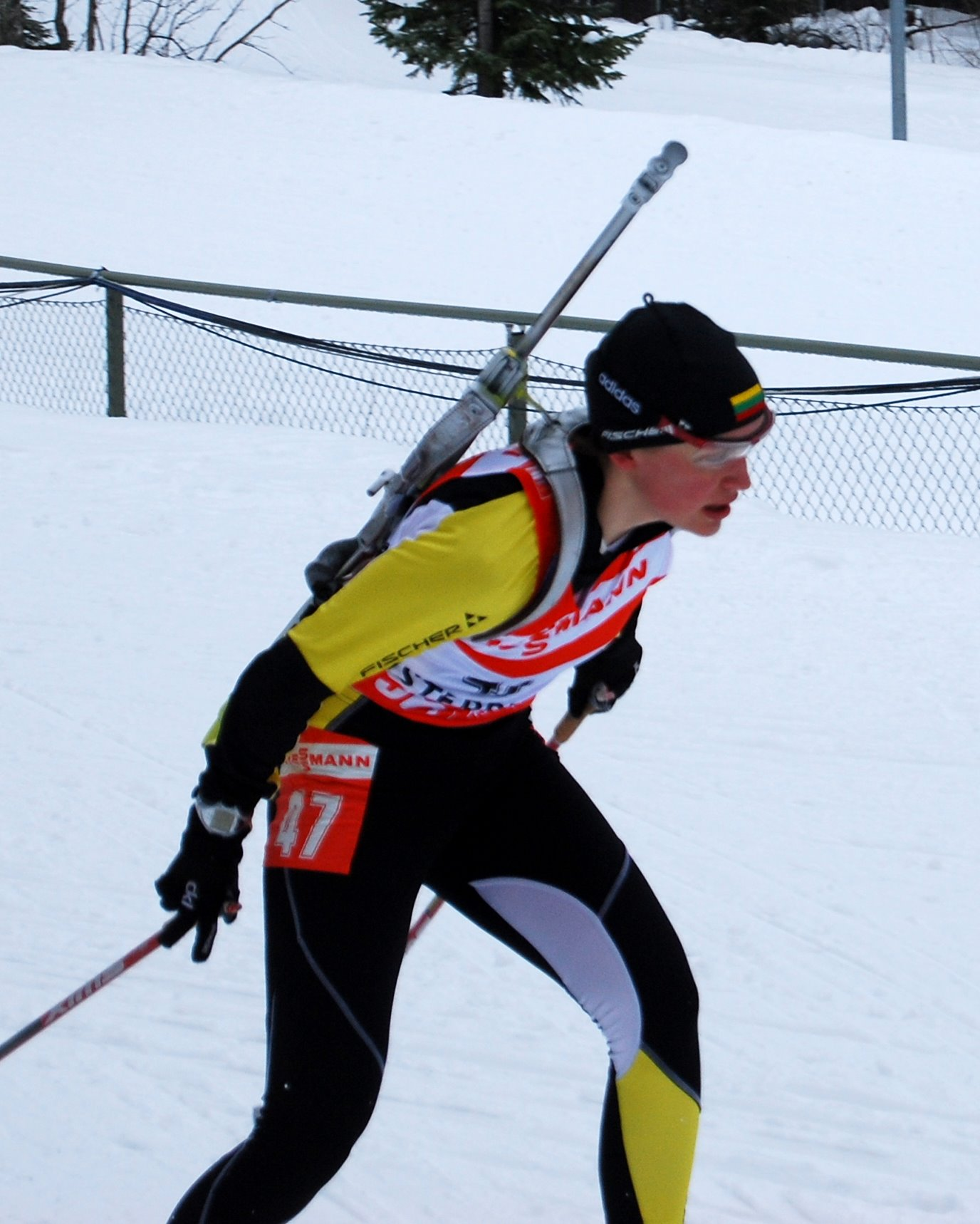
Diana Rasimovičiūtė bei der WM 2008 in Östersund

Diana Rasimovičiūtė, zwischenzeitlich verheiratete Brice, (* 25. Februar 1984 in Ignalina, Litauische SSR, Sowjetunion) ist eine litauische Biathletin.

## Karriere
Diana Rasimovičiūtė ist Sportsoldatin der Litauischen Armee und wird von Vilius Repšys trainiert. Ihr internationales Debüt gab sie 2001 bei einem Weltcuprennen in Ruhpolding. Im Sprint wurde sie 98. und damit Drittletzte. Kurz darauf startete sie auch bei ihren ersten Weltmeisterschaften in Pokljuka. Im Sprint wurde sie 78. In den folgenden Jahren verbesserte sich Rasimovičiūtė langsam aber stetig. Bei den Olympischen Spielen 2002 in Salt Lake City nahm sie erneut am Einzel teil und wurde schon 66. Bei den Juniorenweltmeisterschaften 2003 in Kościelisko wurde sie Elfte im Sprint, bei den anschließenden Sommerbiathlon-Weltmeisterschaften 20.
2004 trat sie auch bei den Militärweltmeisterschaften an und erreichte als beste Platzierung einen 12. Rang mit der Staffel. Erfolgreich verliefen für sie die Juniorenweltmeisterschaften 2005 in Kontiolahti, in denen Rasimovičiūtė Fünfte im Sprint sowie Sechste in Einzel und in der Verfolgung wurde. Auch die Olympischen Spiele 2006 von Turin waren für sie persönlich recht erfolgreich. Mit einem 18. Platz im Sprint konnte sie sich erstmals unter den besten 20 im Seniorenbereich platzieren. Ihr bestes Weltcupergebnis erreichte sie in der Folgesaison 2006/06. In Pokljuka schaffte sie einen elften Platz im Sprint. Als Rasimovičiūtės Hauptmanko gelten die wenig überzeugenden Schießleistungen, denn vor allem in früheren Jahren traf sie selten die Hälfte aller Scheiben. In der Saison 2008/2009 konnte Diana Rasimovičiūtė ihre Trefferquote auf 80 % steigern und wurde im Sprintrennen bei der Weltmeisterschaft 2009 Elfte. In der Saison 2009/2010 kam Diana Rasimovičiūtė in Oberhof im Sprintrennen auf Platz zehn und damit zum ersten Mal in ihrer Karriere in die Top Ten. Diana Rasimovičiūtė nahm an den Olympischen Winterspielen 2010 teil. Ihr bestes Resultat war der 25. Platz im Sprint. Im Einzel wurde sie 30., in der Verfolgung kam sie auf Platz 34. Bei den Biathlon-Europameisterschaften 2010 in estnischen Otepää belegte Diana Rasimovičiūtė Platz zwei im Einzelrennen und gewann damit ihre erste internationale Medaille. Im Sprint wiederholte sie den Erfolg. Ihr bestes Resultat im Weltcup erreichte sie bislang als Neuntplatzierte eines Sprintrennens in der Saison 2011/12.

## Statistiken

### Weltcupplatzierungen
Die Tabelle zeigt alle Platzierungen (je nach Austragungsjahr einschließlich Olympische Spiele und Weltmeisterschaften).
- 1.–3. Platz: Anzahl der Podiumsplatzierungen
- Top 10: Anzahl der Platzierungen unter den ersten zehn (einschließlich Podium)
- Punkteränge: Anzahl der Platzierungen innerhalb der Punkteränge (einschließlich Podium und Top 10)
- Starts: Anzahl gelaufener Rennen in der jeweiligen Disziplin

| Platzierung              | Einzel | Sprint | Verfolgung | Massenstart | Staffel | Gesamt |
| ------------------------ | ------ | ------ | ---------- | ----------- | ------- | ------ |
| 1. Platz                 |        |        |            |             |         |        |
| 2. Platz                 |        |        |            |             |         |        |
| 3. Platz                 |        |        |            |             |         |        |
| Top 10                   |        | 2      |            |             | 8       | 10     |
| Punkteränge              | 6      | 19     | 12         | 4           | 58      | 99     |
| Starts                   | 35     | 97     | 32         | 4           | 58      | 226    |
| Stand: 16. Dezember 2016 |        |        |            |             |         |        |

### Olympische Winterspiele
Ergebnisse bei Olympischen Winterspielen:
|                                                | Einzelwettbewerbe | Einzelwettbewerbe | Einzelwettbewerbe | Einzelwettbewerbe | Staffelwettbewerbe | Staffelwettbewerbe |
| Sprint                                         | Verfolgung        | Einzel            | Massenstart       | Damenstaffel      | Mixedstaffel       |                    |
| ---------------------------------------------- | ----------------- | ----------------- | ----------------- | ----------------- | ------------------ | ------------------ |
| Olympische Winterspiele 2002 \| Salt Lake City | 66.               | –                 | –                 |                   | –                  |                    |
| Olympische Winterspiele 2006 \| Turin          | 18.               | 27.               | 66.               | –                 | –                  |                    |
| Olympische Winterspiele 2010 \| Vancouver      | 25.               | 34.               | 30.               | –                 | –                  |                    |
| Olympische Winterspiele 2014 \| Sotschi        | 51.               | 43.               | 42.               | –                 | –                  | –                  |
| Olympische Winterspiele 2018 \| Pyeongchang    | 65.               | –                 | 75.               | –                 | –                  | 19.                |